# Blepharepium
Blepharepium is een vliegengeslacht uit de familie van de roofvliegen (Asilidae).

## Soorten
- B. annulatum Bigot, 1857
- B. borealis (James, 1939)
- B. fuscipennis Macquart, 1834
- B. luridum Rondani, 1848
- B. priapus Papavero & Bernardi, 1973
- B. secabilis (Walker, 1860)
- B. sonorensis Papavero & Bernardi, 1973
- B. subcontractum (Walker, 1856)
- B. surumu Papavero & Bernardi, 1973